# Gymnobela nivea
Gymnobela nivea é uma espécie de gastrópode do gênero Gymnobela, pertencente a família Raphitomidae.